# Fonseca (Insel)

Weltkarte von Sebastiano Caboto 1544

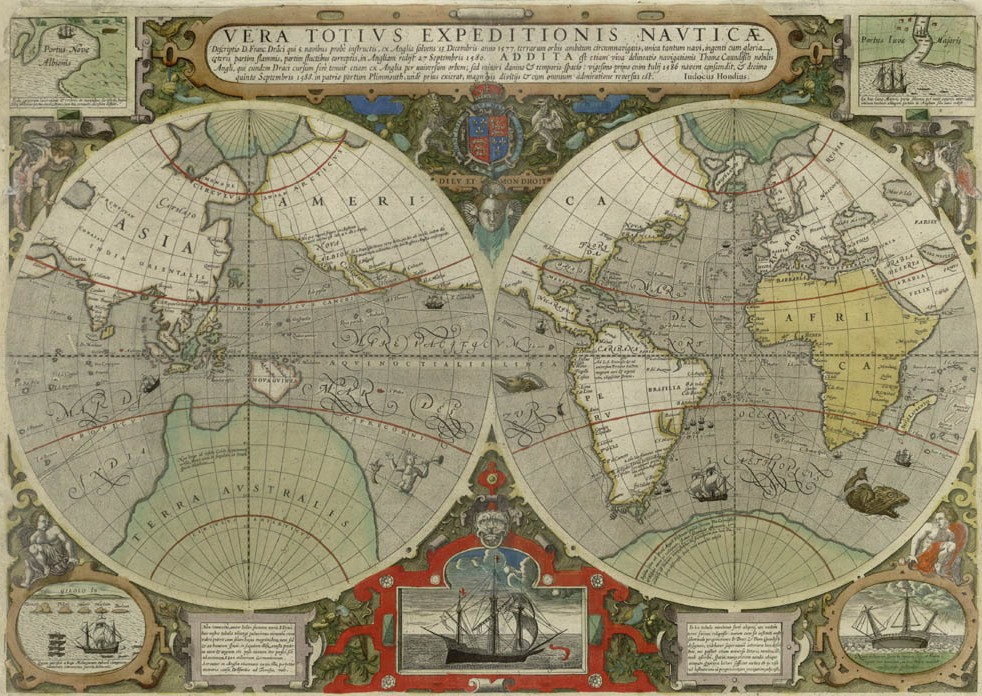
Weltkarte von Jodocus Hondius 1599

Fonseca, auch Fonzeca oder Fonte Seca geschrieben, andere Namen San Bernardo, Galissonière’s Rock, ist eine Phantominsel, die im Atlantik bei 12° 27′ Nord und 54° 48′ West östlich von Barbados und Tobago liegen soll.
Auf wen die Entdeckung der Insel Fonseca zurückgeht, ist unklar. Auf der 1544 gedruckten Weltkarte von Sebastiano Caboto, der im Dienst der englischen und spanischen Krone stand, ist nordöstlich der Mündung des Orinoco eine Insel eingezeichnet, die den Namen „San Bernardo“ trägt. Mit leicht abweichender Position erscheint diese Insel 1599 auf der Weltkarte von Jodocus Hondius unter der Bezeichnung „y de fonte seca“. Der Name Fonte Seca deutet auf einen portugiesischen Ursprung hin: fonte = Quelle, Brunnen; seca = trocken.
Der englische Geograph Richard Hakluyt verortete Fonseca in seinem Hauptwerk von 1589: Principal navigations, voyages, and discoveries …, auf der Position 11° 15′ Nord. Dies veranlasste König Charles I. die Insel Philip Herbert, Earl of Pembroke & Montgomery, zum Lehen zu geben, obwohl man über Fonseca wenig wusste.
Es war auch während der Herrschaft von Charles I., dass John Pym zusammen mit anderen prominenten Puritanern die „Providence Island Company“ gründete, um enttäuschte Siedler der Massachusetts Bay Colony in die klimatisch angenehmere Region der Karibik zu bringen. Als Ziel hatte man ursprünglich die Insel Fonseca ausgewählt. Ein Schiff mit Namen Elisabeth mit zwanzig Auswanderern stand bereit. Da aber Fonseca nicht aufzufinden war, segelte man stattdessen zur Insel Providencia (Kolumbien) und gründete dort eine Siedlung.
Bis dahin hatte noch niemand die Insel betreten. 1682 erschien ein Buch eines unbekannten Autors, der unter dem Kürzel „J.S.“ firmiert. Er behauptete, ein Seemann habe ihm erzählt, dass er sich während eines Sturmes auf die Insel Fonseca habe retten können, die von gut aussehenden Frauen besiedelt sei. Das Klima sei angenehm und die Bewohner, die Mondanbeter seien, hätten ihn freundlich aufgenommen.
Ebenso wenig auf Tatsachen beruhen dürfte ein Bericht, der 1708 veröffentlicht wurde. Er soll angeblich die Erlebnisse zweier Kapitäne eines türkischen Kriegsschiffes wiedergeben, die 1707 auf Fonseca gelandet seien. Die Insel, die in der Nähe von Barbados liege, sei von britischen Siedlern mit afrikanischen Sklaven bewohnt. Wahrscheinlich wird Fonseca mit einer anderen Insel der Antillen oder mit der heute zu Kolumbien gehörenden Insel Providencia verwechselt.
Noch im 19. Jahrhundert taucht Fonseca südwestlich von Barbados in Keith Johnson’s Generalatlas auf. Der englische Geograf und Hydrograf Alexander George Findlay (1812–1875) verzeichnet Fonseca in seinem Navigationshandbuch von 1853 als Vigia unter dem Namen „Galissonière’s Rock“, benannt nach dem französischen Seeoffizier Roland-Michel Barrin de La Galissonière, allerdings mit einem Fragezeichen versehen.

„This vigia was exhibited on the chart of M. Rochette, as a rock, mentioned by M. Galissonière, and some other navigators. A spot, nearly in the same situation, had previously called the Isle of Fonseca. It is called to have been seen by the Rainbow, man-of-war. We have been lately informed, though vaguely, that the rock was again seen in 1822.
Dieses Vigia wurde auf der Karte von M. Rochette als Felsen dargestellt, der von M. Galissonière und einigen anderen Seefahrern erwähnt wurde. Ein Ort, der sich fast in der gleichen Position befand, wurde zuvor als Insel Fonseca benannt. Es heißt, sie sei von dem Kriegsschiff Rainbow gesichtet worden. Kürzlich wurde uns, wenn auch vage, mitgeteilt, dass der Fels im Jahr 1822 erneut gesehen wurde.“

Als Position gibt Findley 12° 20′ Nord und 54° 49′ West an. In späteren Ausgaben seines Werkes wird Fonseca nicht mehr erwähnt.
Man darf vermuten, dass es sich bei Fonseca um eine der Inseln der Kleinen Antillen handelte, deren Position falsch ermittelt wurde. Derart gravierende Navigationsfehler waren im 15. und 16. Jahrhundert nicht ungewöhnlich, insbesondere bei der Messung des Längengrades.